# Sharmi (album)
Sharmi to debiutancki album polskiej wokalistki Ani Szarmach, wydawnictwo ukazało się w 2006 roku.  

## Lista utworów

### CD
1. Crazy Morning - 00:35
2. Open Your Mind - 02:56
3. Silna - 3:19
4. Dookoła Ciebie - 03:51
5. Dookoła Ciebie (Outro) – 00:44
6. Taniec - 03:01
7. Sky is The Limit - 02:31
8. Jak Złodziej - 03:13
9. Zanim Się Spotkają (Duet z Kubą Badachem) – 04:07
10. Pali Się - 03:11
11. Balmy Evening - 00:50
12. Tam Nie Tu - 04:25
13. Moje Twoje - 04:39
14. Spieszmy Sie - 02:39
15. Studnia - 04:21
16. Take It Or Leave It - 03:17
17. Obejmij Mnie - 04:24

### DVD
1. Take It Or Leave It (Yaro Remix)
2. Take It Or Leave It (Madmarty Remix)
3. Take It Or Leave It (Innocent Sorcerers Version)
4. Festiwal Top Trendy 2006
5. Galeria zdjęć

## Pozycje na listach
| Lista | Kraj   | Pozycja |
| ----- | ------ | ------- |
| OLiS  | Polska | 50      |